# نوترال رد
نوترال رد (به انگلیسی: Neutral red) یا قرمز تولوئیلن با فرمول شیمیایی C15H17ClN4 یک ترکیب شیمیایی است. که در حالت جامد پودر سبزرنگی است که در آب و الکل حل شده به رنگ قرمز تبدیل می شود. قرمز خنثی یک معرف اسید وباز است که در pH 8-6 از آن استفاده می شود. از قرمز خنثی به عنوان یک رنگینه در مقاصد زیست شناختی استفاده می شود. واکنش این ماده در محیط های با pH های مختلف به این صورت است که در محیط های کمتر از 6.8 به رنگ قرمز در آمده و در مقادیر بیش از 8 به رنگ زرد ظاهر می شود و این واکنش ها و تغییر رنگ ها برگشت پذیر می باشد